# Nancy McKeon

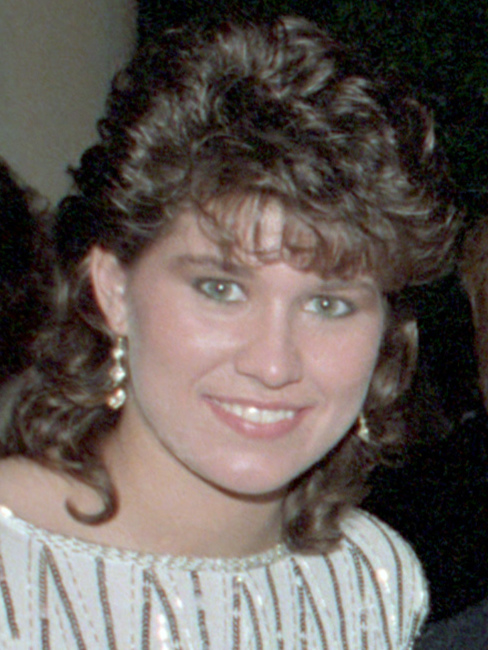
Nancy McKeon

Nancy Justine McKeon (* 4. April 1966 in Westbury, New York) ist eine US-amerikanische Filmregisseurin, Filmproduzentin, Schauspielerin, Drehbuchautorin und Sprecherin, die bekannt ist für The Facts of Life.

## Leben
Nancy McKeon wurde 1966 in Westbury im US-Bundesstaat New York als Tochter von Donald und Barbara McKeon geboren und wuchs in Forest Hills, New York, auf. Sie besuchte die Bellarmine-Jefferson High School. 
1977 hatte McKeon mit einer Folge in der Fernsehserie Starsky & Hutch ihr Fernsehdebüt. 1978 folgte ihr Spielfilmdebüt in dem Fernsehfilm Liebe vor Gericht. Sie spielte 1978 bis 1981 in der Fernsehserie Imbiss mit Biss erstmals einen größeren Handlungsbogen. 1980 bis 1988 erhielt McKeon in der Fernsehserie The Facts of Life eine wiederkehrende Rolle. Ihr schauspielerisches Schaffen für Film und Fernsehen umfasst mehr als 40 Produktionen. Regie führte sie in zwei Folgen von Lady Cops – Knallhart weiblich und dem Kurzfilm A Wakening, zu dem sie auch das Drehbuch schrieb. Als Produzentin in verschiedenen Positionen war sie in den 1980er und 1990er Jahren an insgesamt vier Produktionen beteiligt.
Sie war drei Jahre mit Michael J. Fox zusammen. Am 8. Juni 2003 heiratete sie den Filmtechniker Marc Andrus. Das Paar hat zwei Kinder.

## Filmografie
- 1977: Starsky & Hutch (Fernsehserie, eine Folge)
- 1978: Fantasy Island (Fernsehserie, eine Folge)
- 1978: Liebe vor Gericht (A Question of Love, Fernsehfilm)
- 1978, 1981: Imbiss mit Biss (Alice, Fernsehserie, 2 Folgen)
- 1979: Stone (Fernsehfilm)
- 1979: Scooby und Scrappy-Doo (Scooby-Doo and Scrappy-Doo, Fernsehserie)
- 1979: Love Boat (The Love Boat, Fernsehserie, eine Folge)
- 1979–1980: Stone (Fernsehserie, 3 Folgen)
- 1979–1982: ABC Weekend Specials (Fernsehserie, 6 Folgen, Sprechrolle)
- 1980–1981: Thundarr the Barbarian (Fernsehserie, 2 Folgen, Sprechrolle)
- 1980, 1983: Junge Schicksale (ABC Afterschool Specials, Fernsehserie, 2 Folgen)
- 1980–1988: The Facts of Life (Fernsehserie, 186 Folgen)
- 1981: Please Don’t Hit Me, Mom (Fernsehfilm)
- 1982: The Scooby and Scrappy-Doo Puppy Hour (Fernsehserie)
- 1982: The Facts of Life Goes to Paris (Fernsehfilm)
- 1982: The Puppy’s Further Adventures (Fernsehserie, eine Folge, Sprechrolle)
- 1983: Dusty (Fernsehfilm)
- 1983: High School U.S.A. (Fernsehfilm)
- 1985: Das total ausgeflippte Sommercamp (Poison Ivy, Fernsehfilm)
- 1985: Dieses Kind gehört mir (This Child Is Mine, Fernsehfilm)
- 1986: Firefighter (Fernsehfilm)
- 1987: The Facts of Life Down Under (Fernsehfilm)
- 1987: Strange Voices (Fernsehfilm)
- 1989: A Cry for Help: The Tracey Thurman Story (Fernsehfilm)
- 1991: Im Teufelssturm (Lightning Field, Fernsehfilm)
- 1992: Straßenkinder (Where the Day Takes You)
- 1992: Biancas Baby (Baby Snatcher, Fernsehfilm)
- 1993: Love, Honor & Obey: The Last Mafia Marriage (Fernsehfilm)
- 1994: Mystery Model (Teresa’s Tattoo)
- 1995: A Mother’s Gift (Fernsehfilm)
- 1995: Die falsche Mörderin (The Wrong Woman)
- 1995–1996: Die Liebe muß verrückt sein (Can’t Hurry Love, Fernsehserie, 19 Folgen)
- 1996: Boys & Girls (Fernsehfilm)
- 1997: Just Write – Alles aus Liebe (Just Write)
- 1997: Ohne Erbarmen – Eine Familie des Hasses (In My Sister’s Shadow, Fernsehfilm)
- 1997: Der Hitchhiker (The Hitchhiker, Fernsehserie, eine Folge)
- 1998: Style & Substance (Fernsehserie, 13 Folgen)
- 1999: Ein Hauch von Himmel (Touched by an Angel, Fernsehserie, eine Folge)
- 2001–2004: Lady Cops – Knallhart weiblich (The Division, Fernsehserie, 88 Folgen)
- 2003: Comfort and Joy – Was für eine Bescherung (Comfort and Joy, Fernsehfilm)
- 2004: Category 6 – Der Tag des Tornado (Category 6: Day of Destruction, Fernsehfilm)
- 2006: Wild Hearts (Fernsehfilm)
- 2007: Without a Trace – Spurlos verschwunden (Without a Trace, Fernsehserie, eine Folge)
- 2009–2010: Sonny Munroe (Sonny with a Chance, Fernsehserie, 5 Folgen)
- 2010: Liebe blüht auf (Love Begins, Fernsehfilm)
- 2019: You Light Up My Christmas (Fernsehfilm)
- 2021: Panic (Fernsehserie, 6 Folgen)